# 饭田高子
饭田高子（1946年4月25日—）是一名日本前排球运动员。她在1972年夏季奥林匹克运动会中，参加了女子排球比赛并获得银牌。她也参加了1966年、1970年和1974年三届亚洲运动会。